# Villorbina
Villorbina és una masia que forma part de l'Inventari del Patrimoni Arquitectònic Català de Riner (Solsonès).

## Descripció

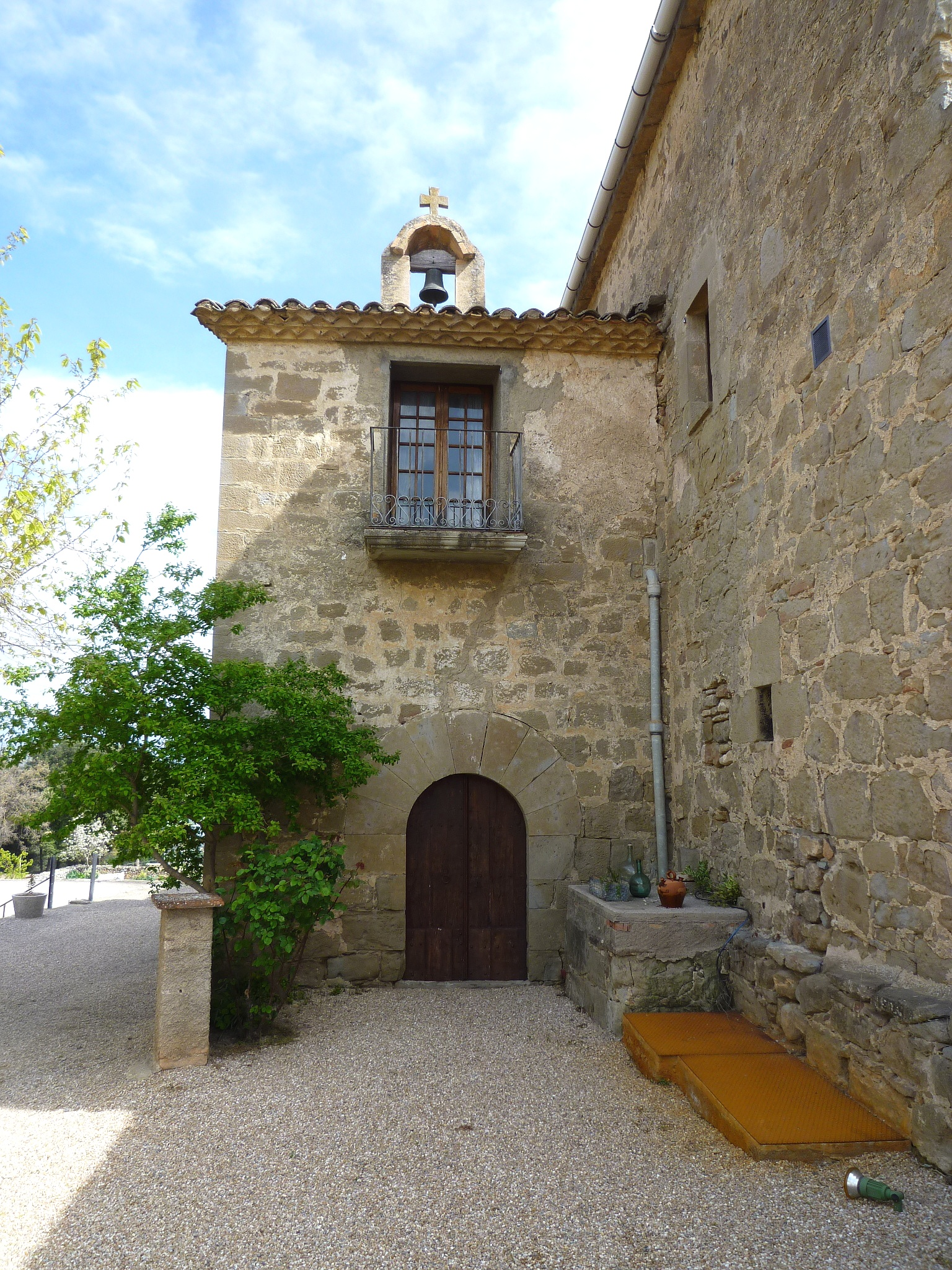
La capella

Masia de planta rectangular i teulada de dues vessants amb orientació nord-sud. La façana principal, al sud, té una porta d'arc de mig punt adovellada i al primer pis grans finestres allindades amb les dades de 1600 i de 1727. La planta baixa està coberta amb volta de canó i sòl de pedra. Al primer pis les estances que no estan reformades, conserven el sòl de pedra (grans lloses rectangular tallades). Quasi totes les portes interiors porten la data a la llinda (del final del segle xvii i començament del segle xviii). A la cara est s'hi ha obert una porta, ara la principal, amb una escala exterior de pedra. A la cara sud- oest hi ha grans terrasses amb barana de pedra construïdes recentment. Adossada a la casa hi ha una capella dedicada a Sant Tiburci. És de planta rectangular i teulada a dues vessants. La porta principal es troba a l'est, és un arc de mig punt adovellat; a un nivell superior s'ha obert un balcó i corona la façana un campanar d'espadanya d'una obertura. És d'una sola nau coberta amb volta de canó i amb l'absis pla. A l'altar major hi ha una imatge del Sant patró. El terra és de pedra, grans lloses rectangulars, i el parament és de carreus irregulars units amb morter.

### Notícies històriques
Aquesta zona on hi ha la masia de Vilurbina, formava part del territori organitzat i repoblat els segles xi-xii.